# Buskow
Buskow ist ein Ortsteil von Neuruppin im Landkreis Ostprignitz-Ruppin (Brandenburg).

## Geschichte
Die urkundliche Ersterwähnung stammt aus 1256 als Buscowe auch Buseckow, nach einem Mann namens Buschek. Um 1490 gehörte Buskow zur im Kern reichsunmittelbaren Herrschaft Ruppin der Grafen von Lindow-Ruppin. Ab 1491 war die Familie von Zieten zu Wildberg für etwa 200 Jahre Eigentümerin des Ortes. Später gehörte der Ort unter anderem der Familie von Kleist. Für die Arbeit an der zweiten Auflage seiner Wanderungen durch die Mark Brandenburg besuchte Theodor Fontane im Juni 1864 Buskow. Er skizzierte die Kirche und vermerkte in seinem Notizbuch: „Prächtige alte vielversprechende Kirche, aber traurig öde im Innern“. Buskow hatte allerdings nur ein kurzes Gastspiel in den Wanderungen. Denn der Ort wurde lediglich im Kapitel „Dörfer und Flecken im Lande Ruppin“ aufgenommen (Band 1: Die Grafschaft Ruppin), das Fontane in der dritten Auflage (1875) wieder herausnahm. Am 6. Dezember 1993 wurde Buskow nach Neuruppin eingemeindet.
Im Ort hat der Verlag edition bodoni auf dem Bodoni-Vielseitenhof seinen Sitz.

## Dorfkirche Buskow
Die kleine Feldsteinkirche mit spitzem Turm und einer angebauten Gruft stammt aus dem 13. Jahrhundert und wurde mehrfach(?) baulich verändert (Fenster). Ihre Einrichtung ist einfach, die alte Ausstattung bis auf einiges Gestühl, Westempore und die Orgel kaum vorhanden. Ein neugotischer Taufstein aus Holz steht unbenutzt im Turmeingang. Die einmanualige Orgel (Man. C–f’’’ und angehängtes Pedal C–f°) wurde von Albert Hollenbach (Neuruppin) 1888 mit ehemals sechs Registern gebaut, wovon Prinzipal 8’ seit 1917 (?) fehlt. Der Prospekt ist mit Tüchern verhängt. Die vorhandene Substanz wurde im Herbst 2007 durch den Orgelbaumeister Matthias Beckmann (Friesack-Damm) restauriert und erhielt einen elektrischen Winderzeuger.
Im Dorf befindet sich das Gut Buskow, dessen Gebäude heute allesamt unter Denkmalschutz stehen.

### Einwohnerentwicklung
| Jahr      | 1766 | 1785 | 1798 | 2017 |
| Einwohner | 167  | 140  | 201  | 191  |

### Historische Landwirtschaft
| Aussaat     | Roggen                | Weizen     | Gerste                 | Hafer                 | Kartoffeln | Buchweizen  | Erbsen                | Leinsamen |
| Menge       | 29 Winspel 8 Scheffel | 4 Scheffel | 10 Winspel 14 Scheffel | 6 Winspel 10 Scheffel | 4 Winspel  | 23 Scheffel | 2 Winspel 18 Scheffel | 1 Winspel |
| Tierbestand | Pferde                | Rinder     | Schafe                 | Schweine              |            |             |                       |           |
| Stück       | 56                    | 206        | 792                    | 77                    |            |             |                       |           |

## Persönlichkeiten

### Söhne und Töchter des Ortes
- Hermann Neumann (1882–1933), Landtagsabgeordneter